# Cymopterus
Cymopterus es un género de plantas herbáceas de la familia de las apiáceas.  Comprende 84 especies descritas y de estas, solo 51 aceptadas.

## Taxonomía
El género fue descrito por Constantine Samuel Rafinesque y publicado en Journal de Physique, de Chimie, d'Histoire Naturelle et des Arts 89: 100. 1819. La especie tipo es: Cymopterus glomeratus Raf. 		

## Algunas especies
A continuación se brinda un listado de las especies del género Cymopterus aceptadas hasta septiembre de 2012, ordenadas alfabéticamente. Para cada una se indica el nombre binomial seguido del autor, abreviado según las convenciones y usos.
| - Cymopterus aboriginum - Cymopterus basalticus - Cymopterus beckii - Cymopterus bipinnatus - Cymopterus bulbosus - Cymopterus cinerarius - Cymopterus coulteri - Cymopterus crassus - Cymopterus davidsonii - Cymopterus davisii - Cymopterus deserticola - Cymopterus douglassii - Cymopterus duchesnensis - Cymopterus evertii - Cymopterus filifolius - Cymopterus gilmani - Cymopterus glaber - Cymopterus glaucus - Cymopterus globosus - Cymopterus glomeratus - Cymopterus goodrichii | - Cymopterus humboldtensis - Cymopterus ibapensis - Cymopterus jonesii - Cymopterus lapidosus - Cymopterus longipes - Cymopterus macrorhizus - Cymopterus megacephalus - Cymopterus minimus - Cymopterus montanus - Cymopterus multinervatus - Cymopterus newberryi - Cymopterus nivalis - Cymopterus packardiae - Cymopterus panamintensis - Cymopterus planosus - Cymopterus purpurascens - Cymopterus purpureus - Cymopterus ripleyi - Cymopterus rosei - Cymopterus sessiliflorus - Cymopterus williamsii |